# Joseph Anton Friedrich August von Hövel
Joseph Anton Friedrich August Freiherr von Hövel (* 24. November 1842 in Siegen; † 23. März 1917 in Essen) war ein deutscher Politiker und Regierungspräsident in Koblenz.

## Herkunft
Seine Eltern waren der Berghauptmann Freiherr Friedrich Anton Johann Joseph von Hövel (* 24. Juni 1797) und dessen Ehefrau Freiin Wilhelmine Hedwig von Lilien zu Borg und Lahr (* 27. April 1811).

## Leben
Nach dem Abschluss der Schule studierte er Rechtswissenschaften und wurde am 12. Juni 1866 Auskultator am Appellationsgericht in Paderborn. Am 2. Mai 1868 wurde er zum Regierungsreferendar ernannt. Ab dem 24. November 1870 kommissarisch und ab dem 26. Juni 1872 hauptamtlicher Landrat des Kreises Essen. Am 6. Februar 1899 wurde er zum Regierungspräsidenten des Regierungsbezirkes Koblenz ernannt. Zusammen mit dem Provinzialkonservator Paul Clemen gründete er am 20. Oktober 1906 in Köln den Rheinischen Verein für Denkmalpflege und Landschaftsschutz. Am 25. Mai 1910 schied er aus dem Staatsdienst aus.
Die Familie von Hövel stellte bis 1802 den Erbdrosten des Stifts Werden und bis 1803 den Erbkämmerer des Stifts Essen. Anlässlich der Enthüllung des Rheinischen Provinzialdenkmals für Kaiser Wilhelm I. am Deutschen Eck in Koblenz am 31. August 1897 verlieh er dem Freiherrn von Hövel und seinen Erben diese beiden Ämter.

## Ehrung
In Essen ist die Hövelstraße im Stadtteil Altenessen nach ihm benannt.